# جیلینگهام، دورست
longitudeجیلینگهام، دورستlatitudeجیلینگهام، دورست
جیلینگهام، دورست (به انگلیسی: Gillingham, Dorset) یک شهرک در بریتانیا است که در انگلستان واقع شده‌است.

## خصوصیات
جیلینگهام ۱۱٬۷۵۶ نفر جمعیت دارد.